# Klaus Bernarding

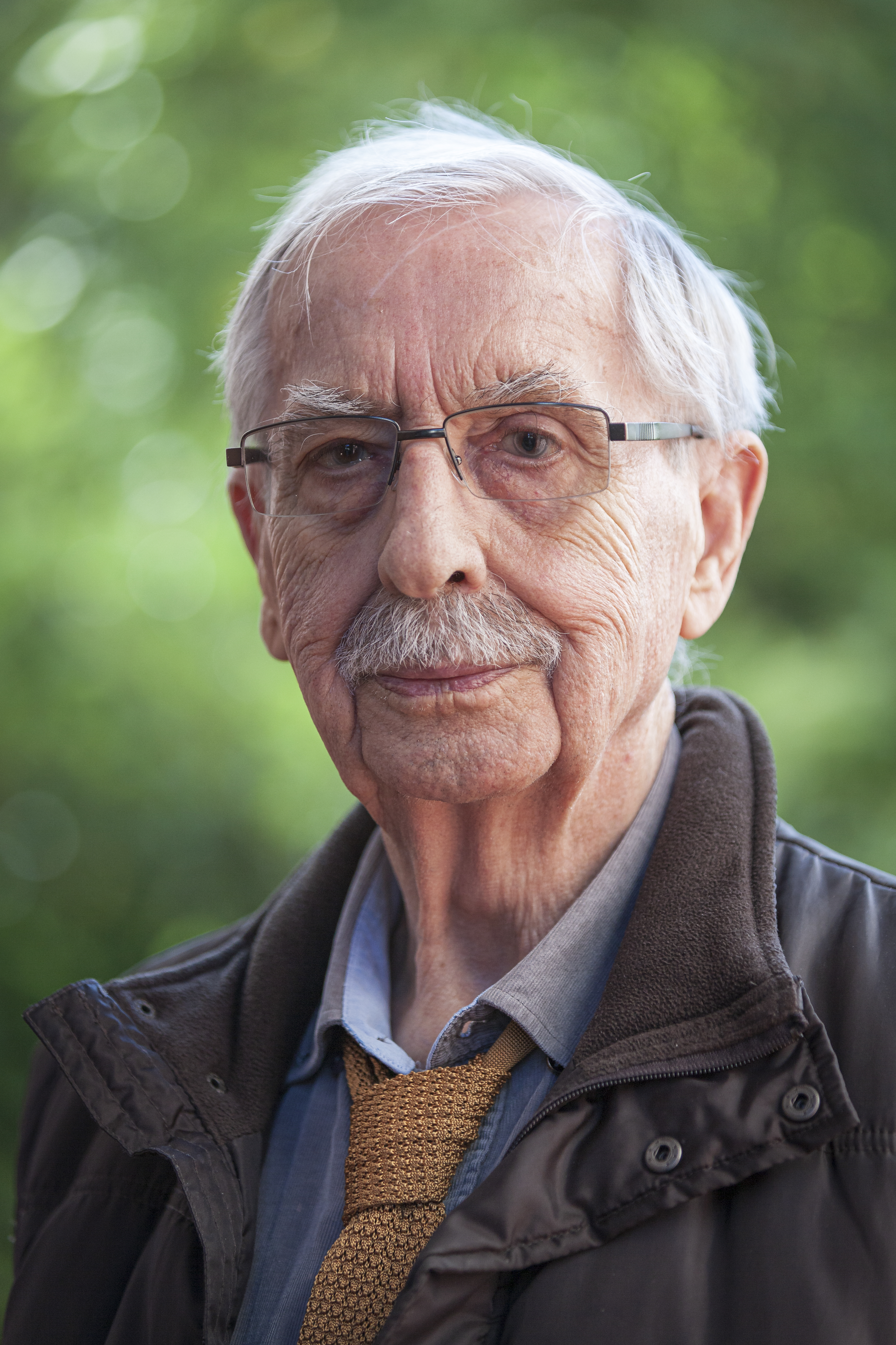
Klaus Bernarding im September 2019

Klaus Bernarding (* 8. Mai 1935 in Schmelz; † 7. September 2022) war ein deutscher Schriftsteller.

## Leben
Als Hans Otfried Dittmer in den 1970er Jahren eine Reihe von in der damaligen Alternativszene prominenten Personen wie Wolfgang Fienhold und Volker Zotz zusammenführen und für seine Verlagsedition Dittmer gewinnen konnte, gehörte auch Klaus Bernarding zur Gruppe seiner Autoren.
Bernarding lebte in Saarbrücken und im Département Meuse. Neben Radiobeiträgen und Artikeln erschienen von ihm zahlreiche Bücher.
Bernarding wurde mehrfach für seine Arbeit ausgezeichnet, so war er 1981/82 Saarbrücker Stadtteilautor und erhielt 1987 den Autorenpreis der Académie d’Alsace.
Bernarding war Vorstandsmitglied des Verbands deutscher Schriftsteller (VS) in ver.di, Landesverband Saar, und Mitglied im Saarländischen Künstlerhaus Saarbrücken e. V.

## Werk
- Härtefälle. 1971.
- Die Regierungs-v-erklärung. 1972.
- Familientreff. Prosa und Grafik. 1975.
- Laut- und Stillstände. Lyrische Texte. 1977.
- Glückauf und nieder. Willkommen in Soultzwiller. Verlagsedition Dittmer 1978.
- Grenzgänge. Ein Text in mehreren Ab-Sätzen. 1981.
- Molschder Momente. Ein Lesebuch aus Saarbrücken-Malstatt. 1983.
- Peniscola. Prosastücke. 1988.
- Der Leitz wird's richten. Berichte aus Wortura. 1991.
- Der Spazierstock des Herrn Paillet. 1993.
- Wandkalender. 1995.
- Voltaire in Briefen. 1995.
- Mein achter Mai. 1995.
- Cura Nostra. 10 Texte und 10 Zeichnungen. 1996.
- Tage der Mirabelle. Gollenstein, Blieskastel 1998.
- Hambacher. Ein Lesebuch zu Saarbrücken-Malstatt. 1999.
- Grenz Schreib Art. 2001.
- Mein Freund Georges – Begegnungen in Frankreich. 2004.
- Lothringer Passagen. Ein Reisebuch. Conte Verlag, Saarbrücken 2007.
- Gezählte Tage. Ein Journal. 100 Grafiken und Texte im DIN-A4-Format aus den Jahren 2002 bis 2009. Sonderdruck des Conte Verlags zum 75. Geburtstag des Autors. Conte-Verlag, Saarbrücken 2009, OCLC 780340273.
- Lothringer Passagen 2. 21 weitere Tagesreisen durch Ostfrankreich. Conte Verlag, Saarbrücken 2009, ISBN 978-3-936950-88-5.
- Macadam. Vom kleinen Grenzverkehr mit den Nachbarn im Westen. Conte-Verlag, Saarbrücken 2011. ISBN 978-3-941657-36-6.
- Lara kommt. Ein Abschied in 31 Episoden. Edition Saarländisches Künstlerhaus, Saarbrücken 2011, ISBN 978-3-940517-63-0. (Topicana; Bd. 24)
- Lothringer Kostbarkeiten. Conte Verlag, St. Ingbert 2013, ISBN 978-3-95602-000-1.
- Dein roter Tiger, Esther. Conte Verlag, St. Ingbert 2019, ISBN 978-3-95602-196-1.
- Infusionen – Im Netzwerk der Ärzte. Blattlaus Verlag, Saarbrücken 2020, ISBN 978-3-945996-32-4.
- Schmelzer Kaleidoskop. Blattlaus Verlag, Saarbrücken 2022, ISBN 978-3-945996-54-6.